# Kaden Groves
Kaden Groves (n. 23 decembrie 1998, Gympie, Queensland, Australia) este un ciclist australian, care concurează în prezent pentru Team Jayco–AlUla, echipă licențiată UCI WorldTeam. Groves a fost în 2016 câștigătorul cursei de juniori din cadrul campionatului național de șosea al Australiei.

## Rezultate în Marile Tururi

### Turul Italiei
2 participări
- 2023: câștigător al etapei a 5-a, nu a terminat competiția
- 2024: locul 91

### Turul Spaniei
3 participări
- 2022: locul 113, câștigător al etapei a 11-a
- 2023: locul 122, câștigător al etapelor a 4-a, a 5-a și a 21-a
- 2024: câștigător al etapelor a 2-a, a 14-a și a 17-a